# Puya furfuracea
Puya furfuracea là một loài thực vật có hoa trong họ Bromeliaceae. Loài này được (Willd.) L.B.Sm. miêu tả khoa học đầu tiên năm 1954.